# Ogema
Ogema é uma cidade localizada no estado americano de Minnesota, no Condado de Becker.

## Demografia
Segundo o censo americano de 2000, a sua população era de 143 habitantes.
Em 2006, foi estimada uma população de 147, um aumento de 4 (2.8%).

## Geografia
De acordo com o United States Census Bureau tem uma área de
3,4 km², dos quais 3,2 km² cobertos por terra e 0,2 km² cobertos por água. Ogema localiza-se a aproximadamente 387 m acima do nível do mar.

## Localidades na vizinhança
O diagrama seguinte representa as localidades num raio de 28 km ao redor de Ogema.